# 無声唇歯接近音
無声唇歯接近音（むせい しんし せっきんおん、英: Voiceless labiodental approximant）は、一部の音声言語で使用される子音の一種である。この音を表わす国際音声記号は ⟨ʋ̥⟩ および ⟨f̞⟩、等価なX-SAMPA記号はP_0（またはv\_0）およびf_o。
無声唇歯接近音は英語のインディオ系南アフリカ変種における /f/ の典型的な現実態である。有声の /v/ も接近音（[ʋ]）として実現されるため、これは無声唇歯接近音と有声唇歯接近音を対比する言語の例でもある。

## 特徴
無声唇歯接近音の特徴:
- 調音方法は接近であり、これは調音の場所で声道を狭くすることによって生み出されるが、乱気流を発生させるには十分ではないことを意味する。
- 調音部位は唇歯であり、これは舌唇と上の歯を使って調音されることを意味する。
- 発声は無声であり、これは声帯の振動を伴わずに生み出されることを意味する。いくつかの言語では、声帯が積極的に分離しているため、常に無声である。他の言語では声帯が緩んでいるため、隣接する音の影響により有声化することがある。
- 口音であり、これは空気が口だけから抜けることができることを意味する。
- この音は舌の上の空気の流れで生み出されないため、中線-側面の二分法は適用されない。
- 気流機構は肺臓的であり、これは、ほとんどの音と同様に、肺と横隔膜だけで空気を押すことによって調音されることを意味する。

## 存在
| 言語 | 言語               | 単語 | IPA   | 意味   | 注記                                    |
| ---- | ------------------ | ---- | ----- | ------ | --------------------------------------- |
| 英語 | インド系南アフリカ | fair | [ʋ̥eː] | 'fair' | 他の訛りにおける摩擦音 [f] に相当する。 |